# نویدره (یمن)
 نویدره  به عربی ( النویدرَه  )، روستایی است در ناحیهٔ (مدینة زبیر) در ناحیهٔ شمال غربی وادی نویدرة، در عزلهٔ (سوق لبیع)، از توابع استان مَهره در کشور یمن در شبه جزیره عربستان است. 
جمعیت آن ۱۹۲ نفر (۹ خانوار) می‌باشد. و زبان سخن گفتن آنان نیز عربی به عربی خلیج است